# Мекк, Владимир Карлович фон
Владимир Карлович фон Мекк (27 июня [9 июля] 1852 — 14 [26] ноября 1892) — Русский предприниматель, представитель династии строителей и собственников ряда железных дорог России. Камер-юнкер Высочайшего двора, меценат, коллекционер, благотворитель.

## Происхождение
Потомственный дворянин из старинного немецкого остзейского дворянского рода фон Мекк, перебравшегося в Лифляндию из Силезии в конце XVI века.

## Биография
Мать Владимира — Надежда Филаретовна известна своей любовью к музыке и покровительству нескольким композиторам: Чайковскому, Дебюсси, Пахульскому, а также многолетней щедрой помощью Московскому отделению Императорского русского музыкального общества (ИРМО).
Владимир учился в 3-й Московской гимназии и закончил её в 1871 году (27-й выпуск). Затем учился в Императорском Московском университете.
Ещё при жизни отца Карла Федоровича, одного из основателей железнодорожного строительства в России, Владимир помогал ему в железнодорожных делах. Он был старшим и любимым сыном из 11 детей Надежды Филаретовны.
В год смерти отца (1876) В. К. фон Мекк женился на пятнадцатилетней дочери крупного московского водочного фабриканта М. А. Попова, Елизавете Михайловне (22 октября 1861 — 22 января 1892, Ницца). 14 июля 1877 года у них родился сын Владимир (Воля, Воличка).
После смерти отца в 1876 году, Владимир Карлович становится соопекуном малолетних братьев и сестер по наследственному имуществу и берет на себя руководство коммерческими предприятиями семьи с гигантскими многомиллионными оборотами.
Владимир Карлович был председателем правления Московско-Рязанской и Либаво-Роменской железных дорог, входил в состав руководства других предприятий, контролируемых семейством фон Мекк.
«После мужа, — писала Надежда Филаретовна П.И Чайковскому в 1878 г., — мне остались очень запутанные и затруднительные дела, так что без всякой помощи я не могла бы справиться с ними. Поэтому я выбрала соопекунами к себе моего сына Володю и брата Александра, но главные распоряжения потому сосредоточиваются во мне, что я и опекунша малолетних детей моих и участница во всех делах, оставленных моим мужем».
В 1881 году передал своей Альма матер библиотеку из 1885 томов, которая содержит издания по географии, художественную литературу, справочники. Большинство книг на французском языке. Значительную часть коллекции занимают книги по истории и популярные в конце XVIII — начале XIX вв, описания путешествий.
Владимир Карлович умер рано — в возрасте 40 лет, его жена, бывшая моложе его на 9 лет, умерла в 30 лет. Их единственный ребёнок Владимир Владимирович с 15 лет воспитывался в доме брата Владимира Карловича — Николая.
Незадолго до его смерти, председателем Московско-Рязанской, а позже Московско-Казанской железной дороги стал его брат Николай Карлович, который очень успешно руководил ею до её национализации после революции.
Был похоронен на кладбище Алексеевского монастыря.
Упоминания в литературе:
«О нём рассказывались легенды. Злая и, может быть, несправедливая молва преследовала и его жену.»
«Действительно, неумеренный, беспорядочный образ жизни В. К. фон Мекка, так же как и неумение противостоять жизненным обстоятельствам, неудачи в делах и в личной жизни, быстро подорвали его здоровье. Он ненадолго пережил свою безвременно умершую молодую жену. Владимир Карлович увлекался коллекционированием, был не чужд благотворительности. Он имел звание камер-юнкера высочайшего двора и умел при случае использовать свои связи.»
Известный русский журналист, публицист Дорошевич вспоминает:
Фон-Мекк держал открытый дом. Всякий, без зова, мог являться, один, с друзьями, заказывать, пить, есть и уезжать. Даже без знакомства.
Однажды фон-Мекк после театра «сам приехал к себе». В столовой сидел какой-то офицер. Разговорились. Но не называя себя.
 — Да вы видели когда-нибудь хозяина этого дома? — спрашивает офицер.
 — Видел, — улыбнулся фон-Мекк.
 — Вот счастливец! А я, батенька, шестой месяц сюда езжу, — никак с хозяином встретиться не могу!
Владимир Карлович часто встречается в воспоминаниях современников (граф С. Д. Шереметев, П. И. Щукин, И. Ф. Горбунов, кн. Д. Д. Оболенский, С. Ю. Витте, В. А. Гиляровский и многие другие), как известнейший на всю Москву хлебосольный хозяин и добрейший товарищ. Его мать, Надежда Филаретовна, часто упоминает и оправдывает своего старшего и любимого сына в переписке с её многолетним другом Петром Ильичом Чайковским.

## Служба и общественная деятельность
- Камер-юнкер Двора Его Императорского Величества.[8]
- Коллежский асессор при МВД.[8]
Можайский уездный предводитель дворянства (1883—1884).
- Попечитель дома воспитания сирот убитых воинов в Москве.[8]
Член Императорского человеколюбивого общества.
Член Общества поощрения трудолюбия в Москве.
- Действительный член Екатерининского благотворительного общества при Екатерининской больнице в Москве.
- Член Московского Императорского общества любителей (охотников) конского бега
- Действительный член Московского общества охоты.
- Постоянный член московского отделения Императорского Русского технического общества.
- Жертвователь Московского Общества призрения, воспитания и обучения слепых детей.[9]
- Попечитель, жертвователь Мышкинского училища (Можайский уезд), основанного Палатой Государственных имуществ в 1843 году
- Член Правления благотворительного общества III мужской гимназии.[10]
- Патрон (вместе с Н. Г. Рубинштейном) художника Горохова Ивана Лаврентьевича.
- В 1880—1881 гг. в трудные времена газеты «Русские Ведомости» стал её совладельцем и спас от банкротства.
- Старанием В. К. фон-Мекк была построена в 1889 году Александро-Невская каменная церковь с такой же звонницей в селе Красновидово около Можайска.
- Его супруга Елизавета Михайловна также вела активную общественную деятельность: действительный член Московского отделения Императорского Русского музыкального общества 1878-80гг, Попечительница Дома воспитания сирот убитых воинов и при оном женской гимназии Министерства народного просвещения, подведомственного Императорскому Человеколюбивому Обществу, член Московского Императорского общества любителей (охотников) конского бега, действительный член Екатерининского благотворительного общества при Екатерининской больнице в Москве, Товарищ Председательницы Управления Александро-Мариинского Комитета Российского общества Красного Креста

## Награды
Кавалер орденов:
- Орден Святой Анны 2-й степени
- Орден Святого Станислава 2-й степени
- Орден Святого Владимира 4-й степени
- Орден Князя Даниила I 3-й ст — Командор (Черногория)[11]